# هل تحبني (أغنية غيمس)
هل تحبني؟ (بالفرنسية: ?Est-ce que tu m'aimes) وهي إصدار منفرد لمغني الراب الكونغولي غيمس، تم إصدارها في 28 أبريل 2015 وهي إصدار منفرد في جزء الحبة الزرقاء لألبومه الثاني قلبي كان على حق.

## فيديو كليب
تم إصدار المقطع في 4 مايو 2015. تم تصويره في باريس ونيويورك، حيث يستكشف موضوع الأغنية من خلال قصة العديد من الأزواج الذين يعانون من صعوبات خطيرة. تم تصوير المشاهد الداخلية مع ميتغ غيمس في متحف غيمت. يحصد المقطع أكثر من 100 مليون مشاهدة على موقع يوتيوب. غلاف لصبي صغير Luke هو واحد من أفضل أغانيه على يوتيوب.

## التصنيف والشهادات

### التصنيف الأسبوعي
| التصنيف                                                          | أفضل مرتبة |
| ---------------------------------------------------------------- | ---------- |
| تصنيف الألبومات البلجيكية (أولتراتوب فلاندرز)                    | 19         |
| تصنيف الألبومات البلجيكية (أولتراتوب فلاندرز)                    | 17         |
| تصنيف الألبومات البلجيكية (أولتراتوب فلاندرز)                    | 4          |
| تصنيف الألبومات البلجيكية (أولتراتوب والونيا)                    | 2          |
| تصنيف الألبومات البلجيكية (أولتراتوب والونيا)                    | 7          |
| تصنيف الألبومات الفرنسية (الاتحاد الوطني للنشر الفونوغرافي)      | 4          |
| تصنيف الألبومات الفرنسية (الاتحاد الوطني للنشر الفونوغرافي)      | 3          |
| تصنيف الألبومات الفرنسية (الاتحاد الوطني للنشر الفونوغرافي)      | 3          |
| تصنيف الألبومات الفرنسية (الاتحاد الوطني للنشر الفونوغرافي)      | 3          |
| تصنيف الألبومات السويسرية (هيت باراد سويسرا)                     | 3          |
| تصنيف الألبومات السويسرية (هيت باراد سويسرا)                     | 1          |
| تصنيف الألبومات التشيكية (الاتحاد الدولي للصناعة الفونوغرافية)   | 55         |
| تصنيف الألبومات التشيكية (الاتحاد الدولي للصناعة الفونوغرافية)   | 33         |
| تصنيف الألبومات الإيطالية (اتحاد صناعة الموسيقى الإيطالية)       | 43         |
| تصنيف الألبومات الهولندية (أفضل 100 ألبوم)                       | 9          |
| تصنيف الألبومات الدنماركية (أفضل 40 ألبوم)                       | 3          |
| تصنيف الألبومات السلوفاكية (الاتحاد الدولي للصناعة الفونوغرافية) | 44         |

### الشهادات والمبيعات
| الدولة  | المنظمة                          | أفضل مرتبة           |         |
| ------- | -------------------------------- | -------------------- | ------- |
| فرنسا   | الاتحاد الوطني للنشر الفونوغرافي | الأسطوانة الذهبية    | 10,000  |
| بلجيكا  | أولتراتوب                        | الأسطوانة الذهبية    | 50,000  |
| إيطاليا | اتحاد صناعة الموسيقى الإيطالية   | الأسطوانة البلاتينية | 250,000 |